# سوني هوفمان
سوني هوفمان (بالإنجليزية: Sonny Hoffman)‏ هو لاعب كرة قاعدة أمريكي، (ولد في كليفلاند في الولايات المتحدة 1853  م).

## وصلات خارجية
- سوني هوفمان على موقعبيزبول رفرنس.كوم (الدوري الرئيسي) (الإنجليزية)
- سوني هوفمان على موقعبيزبول رفرنس.كوم (الدوري الثانوي) (الإنجليزية)